# سیارک ۲۰۶۶
سیارک ۲۰۶۶ (به انگلیسی: 2066 Palala، نامگذاری:1934LB) دو هزار و شصت و ششمین سیارک کشف شده‌است که در ۴ ژوئن ۱۹۳۴ کشف شد.
قدر مطلق سیارک برابر ۱۲٫۵۰ است.